# Hnat Halka
Hnat Halka, cyrilicí Гнат Михайлович Галька, Hnat Mychajlovyč Hal'ka, polsky Ignacy Halka (1824 Zolotnyky – 27. května 1903 Dobkowice), byl rakouský řeckokatolický duchovní a politik rusínské (ukrajinské) národnosti z Haliče, v 2. polovině 19. století poslanec Říšské rady.

## Biografie
Narodil se v obci Złotniki (Zolotnyky) v Haliči. Psal knížky pro rusínský lid a zasedal ve vedení národního spolku Kačkovského.
Od roku 1869 byl poslancem Haličského zemského sněmu. Působil i jako poslanec Říšské rady (celostátního parlamentu), kam usedl v prvních přímých volbách roku 1873 za kurii venkovských obcí v Haliči, obvod Terebovlja, Husjatyn atd. Slib složil 18. listopadu 1873. V roce 1873 se uvádí jako Ignaz Halka, řeckokatolický farář, bytem Dobkowice. V parlamentu zastupoval provládní Rusínský klub. Ten v roce 1873 čítal 15-16 poslanců (jeden poslanec, Stepan Kačala, kolísal mezi rusínským a polským táborem). Halka náležel mezi deset parlamentních Rusínů z řad duchovních. Nepatřil mezi časté parlamentní řečníky, ale měl značný vliv v rámci Rusínského klubu.
Zemřel v květnu 1903 ve věku 79 let.